# François Anne Marcel Vidal
Pour les articles homonymes, voir Vidal.
François Anne Marcel Vidal est un homme politique français né le 8 janvier 1786 à Félines-Minervois (Hérault) et décédé le 6 avril 1872 à La Livinière (Hérault).

## Biographie
Professeur, puis commerçant, il est ensuite juge de paix du canton d'Olonzac. Il est député de l'Hérault de 1831 à 1834, siégeant dans l'opposition libérale. Il est de nouveau député de 1848 à 1849, siégeant à droite.